# Konstal 805NS
Konstal 805NS – wąskotorowy tramwaj stycznikowy, prowadzony za pomocą ręcznego zadajnika jazdy umieszczonego z lewej strony pulpitu, eksploatowany w latach 1990-2001 przez MPK Łódź.
W latach 80. trwały prace nad modernizacją napędów wagonów. 4 wagony: 1435, 1450, 1451 oraz (pierwotnie 105NW) 1460 przebudowano na typ 805NS. Następnie wagony przebudowano na 805Na.
Udana modernizacja typu 805NS przyczyniła się do wyprodukowania przez Konstal dla MPK Łódź w latach 1989-1990 serii 10 takich wagonów charakteryzujących się prostą belką grzbietową. W latach 1998–2001 wszystkie wagony przebudowano na 805N Elin (8 wagonów) oraz 805N-ML (2 wagony).